# Bulbophyllum leucorhodum
Bulbophyllum leucorhodum är en orkidéart som beskrevs av Rudolf Schlechter. Bulbophyllum leucorhodum ingår i släktet Bulbophyllum och familjen orkidéer. Inga underarter finns listade i Catalogue of Life.